# Rob Hirst
Robert George "Rob" Hirst, född 3 september 1955, är en australisk musiker och låtskrivare från Camden, New South Wales. Han är en av grundarna av bandet Midnight Oil i vilket han är trummis, slagverkare och bakgrundssångare (ibland även huvudsångare). Utöver Midnight Oil har Rob Hirst medverkat i flera andra konstellationer samt skrivit en bok.

## Före Midnight Oil
Rob Hirst fick sina första riktiga trumpinnar på sin sjuårsdag och sitt första riktiga trumset när han var i tolv-trettonårsåldern. Strax därefter bildade han ett band med Jim Moginie på gitarr och keyboards och Andrew "Bear" James på bas. Själv sjöng han och spelade trummor. De hade sin första spelning 1971 under namnet Schwampy Moose.
Peter Garrett anslöt 1973 och Martin Rotsey 1976 och det var 1976 som bandet tog namnet Midnight Oil, efter att ett tag hetat Farm. 1980 ersattes basisten Andrew "Bear" James av Peter Gifford som i sin tur byttes ut av Bones Hillman 1987.

## Midnight Oil 1976-
Rob Hirsts huvudinstrument i Midnight Oil är trummor och slagverk, men han bidrar även med sång, såväl live som på skiva. På två låtar är han huvudsångare ("When The Generals Talk" och "Kosciusko"), men röstmässigt är det främst som bakgrundssångare han har bidragit. Bakgrundssången har alltid varit ett viktigt element i Midnight Oils musik
Rob Hirst var tillsammans med Jim Moginie redan från början de huvudsakliga låtskrivarna i Midnight Oil. Rob Hirsts styrka var främst melodierna, rytmen och texterna.
Rob Hirsts låtskrivarteknik kännetecknas av att komponera olika små element och textsnuttar och i efterhand pussla ihop delar som passar ihop. Exempelvis kom han på refrängmelodin och de tillhörande textraderna till Midnight Oil:s största hit "Beds Are Burning" innan resten av låten var tilltänkt. På motsvarande sätt jobbade ofta Hirst och Moginie när de skrev låtar ihop.
Midnight Oil har inte spelat in ny musik sedan bandet tog en lång paus 2002, men vid två tillfällen återförenades de tillfälligt i välgörenhetssyfte. Första gången 2005 (WaveAid) och andra gången 2009 (Sound Relief). Rob Hirst har under hela Midnight Oils långa paus fortsatt att skriva musik och spela i diverse olika konstellationer.
2016 tillkännagav Midnight Oil att de skulle återförenas för en omfattande världsturné året därpå. Rob Hirst sa inför turnén att han hoppades att de skulle kunna framföra nytt material, men så blev det inte. Turnén inleddes i Sydamerika i april 2017 och avslutades i Australien i november.

## Karriär utöver Midnight Oil
Rob Hirst har medverkat i en mängd olika konstellationer utöver Midnight Oil, delvis parallellt med Midnight Oil.

### Ghostwriters
Rob Hirst startade tillsammans med basisten Rick Grossman bandet Ghostwriters när Midnight Oil tog ett års paus efter den intensiva Blue Sky Mining-turnén. Ghostwriters blev ett extra utlopp för Hirsts låtskrivande och gav honom också möjlighet att skriva mer personlig musik.
Namnet Ghostwriters valdes bland annat för att Hirst kände sig mer eller mindre som en spökskrivare, eftersom de flesta antog att det var Peter Garrett (sångaren i Midnight Oil) som skrev Midnight Oils låtar.
Ghostwriters har släppt fyra skivor: Ghostwriters (Virgin Records, 1991), Second Skin (Mercury Records, 1996), Fibromoon (eget förlag, 2000), och Political Animal (Sony BMG Australia, 2007). De tre förstnämnda släpptes medan Midnight Oil fortfarande var aktiva. Hirst är huvudsångare på alla Ghostwriters låtar utom två samt spelar förutom trummor och percussion även gitarr och klaviatur på vissa låtar. Hirst har dessutom varit med och producerat flera av skivorna.

### Backsliders
Redan innan Midnight Oil upplöstes 2002 gick Hirst med i bluesbandet Backsliders, ett band som funnits sedan 1986 och grundats av gitarristen, låtskrivaren och sångaren Dom Turner. Utöver Hirst och Turner alternerar Brod Smith, Ian Collard och Joe Glover på munspel.
Hirst såg Backsliders som sitt huvudfokus innan Midnight Oil återförenades för en världsturné 2017.

### The Break
2010 bildade Rob Hirst, Jim Moginie och Martin Rotsey från Midnight Oil The Break tillsammans med basisten Brian Ritchie från Violent Femmes och trumpetaren Jack Howard från Hunters & Collectors. De har spelat in och turnerat med två skivor: Church of the Open Sky (2010, Bombora Creative) och Space Farm (2013, Sony Music).

### Övriga musikaliska projekt

#### Hirst & Greene
Hirst lärde känna Paul Greene i samband med att Ghostwriters kompilerade och producerade den officiella skivan till OS i Sydney. De spelade in en skiva 2005 under namnet Hirst & Greene, In the Stealth of Summer (Australian Broadcasting Corporation (ABC Music)) och släppte även en live-DVD (Live at the Basement).

#### Angry Tradesmen
Dom Turner och Rob Hirst bildade tillsammans med Midnight Oil:s Martin Rotsey på gitarr, ett experimentellt band 2006 under namnet Angry Tradesmen. Deras enda album, Beat the House, släpptes 2008.

#### Solo
Rob Hirst släppte ett soloalbum 2014 på eget förlag, The Sun Becomes the Sea.

#### Rob Hirst & Sean Sennett
2015 släppte han och Sean Sennett en skiva tillsammans, Crashing the Same Car Twice.

#### Powerful Owls
Rob Hirst och Leszek J. Karski släppte 2018 officiellt EP:n Powerful Owls, under samma namn som EP:ns titel. Redan 2017 lades den dock ut på Rob Hirsts webbplats.

## Övrigt
Rob Hirst har skrivit en bok, Willie's Bar and Grill, som fokuserar på den turné Midnight Oil gav sig ut på strax efter 11 september-attackerna i USA 2001.
Hirst har tre döttrar. Två av dem har han med sin fru Lesley Holland. Den tredje dottern, Jay O'Shea, är dotter till en före detta flickvän från ungdomstiden och blev bortadopterad. Först 2010 återförenades de. Jay O'Shea utgör tillsammans med sin make Mark O'Shea countrygruppen O'Shea. År 2014 släppte O'Shea en av Hirsts låtar, "The Truth Walks slowly (In the Countryside)", som delvis skrivits om. Hirst spelade trummor och sjöng en av verserna på inspelningen.